# Casa dintre cîmpuri
Casa dintre cîmpuri este un film românesc din 1980 regizat de Alexandru Tatos. Rolurile principale au fost interpretate de actorii Amza Pellea, Mircea Daneliuc, Tora Vasilescu și Mircea Diaconu.

## Distribuție
Distribuția filmului este alcătuită din:
- Amza Pellea — Vasile Axente, președintele C.A.P.-ului (menționat Amza Pelea)
- Mircea Daneliuc — inginerul agronom Radu (menționat Mircea Danieliuc)
- Tora Vasilescu — tehniciana Voica Teodorescu, logodnica lui Radu
- Mircea Diaconu — contabilul Ilarie, îndrăgostit de Voica
- Corado Negreanu — activistul comunist Dumitru Vardaru, vicepreședintele Consiliului Popular Județean
- Dorel Vișan — milițianul Firuță, șeful de post
- Kitty Stroescu — Sofica, soția lui Axente (menționată Kitti Stroescu)
- Mihai Pălădescu — brigadierul Grigore
- Luminița Sicoe
- Gheorghe Frize
- Victor Vlase — profesorul de sport Gigi
- Olimpia Vlaicu
- Mihai Boruzescu
- Mircea Păun
- Maria Mavrodin
- Victoria Băiatu
- Dumitru Dumitru
- Vasile Gheorghe
- Ion Mihai
- Constantin Cristian
- Oprea Eftene
- Elena Eftene
- Viorica Moise
- Ion Vânosu
- Ion Potecă
- Gheorghe Babaru
- Ion Surdu
- Ion Dochița
- Tudor Târcă
- Petre Ricea